# Iłowa (ville)
Pour les articles homonymes, voir Iłowa.
Iłowa (prononciation : [iˈwɔva]) est une petite ville située dans le powiat de Żagań dans la voïvodie de Lubusz, en Pologne.
Elle est le siège administratif (chef-lieu) de la gmina appelée Gmina Iłowa.
Iłowa se situe à environ 25 kilomètres au nord-ouest de Żagań (siège de le powiat) et 15 kilomètres à l'est de Przewóz.
Elle s'étend sur 9,11 km2 et comptait 4 048 habitants en 2011.

## Histoire
Le nom allemand de la ville était Halbau.

Il est fait mention de la localité au Xe siècle.
Iłowa a obtenu le statut de ville en 1679, jusqu'en 1983. Puis elle redevient ville en 1962.
Après la Seconde Guerre mondiale, avec les conséquences de la Conférence de Potsdam et la mise en œuvre de la ligne Oder-Neisse, la ville est intégrée à la République populaire de Pologne. La population d'origine allemande est expulsée et remplacée par des polonais.
De 1975 à 1998, la ville est attachée administrativement à la voïvodie de Zielona Góra.

Depuis 1999, elle fait partie de la voïvodie de Lubusz.

## Résidents notables
- Friedrich Boser (1811–1881), artiste

## Relations internationales

### Jumelages
La ville a signé des jumelages ou des accords de coopération avec:
- Jänschwalde (Allemagne)
- Rietschen (Allemagne)